# Pao (Gattung)
Pao ist eine Gattung aus der Familie der Kugelfische (Tetraodontidae). Die Gattung wurde im November 2013 durch den Schweizer Ichthyologen Maurice Kottelat für 13 Arten südostasiatischer Süßwasserkugelfische aufgestellt, die vorher der Gattung Tetraodon zugeordnet wurden. Pao leitet sich vom lokalen Name für Kugelfische in Thailand und Laos ab (Thai: „pla pao“, Laotisch: „pa pao“ („pla“ bzw. „pa“ = Fisch + „pao“ = Geldbörse)).

## Merkmale
Pao-Arten unterscheiden sich von allen anderen südostasiatischen Süßwasserkugelfischen durch ihren einzigartigen, stark langgestreckten Zwischenkieferstiel. Ausgewachsene Fische zeigen ein Muster von großen schwarzen Flecken unterhalb der Rückenflosse, die mit zunehmendem Alter in ein augenfleckartiges Erscheinungsbild übergehen können. Die Flecken haben den Durchmesser der Augen oder sind größer. Kleinere schwarze Flecken, die in ihrer Mitte auch hell oder orange sein können, mustern den Rest des Körpers. Jungfische besitzen einen einzelnen orangen Fleck auf der Mitte der Körperseiten unterhalb der Rückenflosse. Auf jeder Kopfseite findet sich nur eine, röhrenförmige Nasenöffnung mit zwei Hautlappen. Die obere und die untere Seitenlinie sind miteinander verbunden. Auf den Körperseiten befinden sich wenige Stacheln.
Von der Gattung Leiodon, die einen stark ausgeprägten Sexualdimorphismus zeigt, unterscheidet sich Pao durch keinen oder nur geringen Sexualdimorphismus. Bei einigen Arten haben die Männchen einen dunkelgrauen oder schwarzen Bauch mit einer weißlichen, netzartigen Zeichnung. 

## Arten
- Pao abei (Roberts, 1998)
- Pao baileyi (Sontirat, 1985)
- Pao bergii (Popta, 1905)
- Pao brevirostris (Benl, 1957)
- Pao cambodgiensis (Chabanaud, 1923)
- Pao cochinchinensis (Steindachner, 1866)
- Pao fangi (Pellegrin & Chevey, 1940)
- Pao hilgendorfii (Popta, 1905)
- Pao leiurus (Bleeker, 1850) (Typusart)
- Pao ocellaris (Klausewitz, 1957)
- Pao palembangensis (Bleeker, 1851)
- Pao palustris (Saenjundaeng, Vidthayanon & Grudpun, 2013) – möglicherweise Syn. von Pao brevirostris
- Pao suvattii (Sontirat & Soonthornsatit, 1985)
- Pao turgidus (Kottelat, 2000)